# Jock Drummond
Pour les articles homonymes, voir Drummond.
John Drummond, couramment appelé Jock Drummond, est un footballeur international écossais, né le 13 avril 1870, à Alva (Clackmannanshire) et décédé le 24 janvier 1935. Évoluant au poste d'arrière gauche, il est particulièrement connu pour ses 12 saisons aux Rangers.
Il compte 14 sélections en équipe d'Écosse. Depuis 2011, il est membre du Hall of Fame des Rangers.

## Biographie

### Carrière en club
Natif d'Alva dans le Clackmannanshire, il commence à jouer avec Falkirk avant de s'engager pour les Rangers, club où il remporte 4 titres de champion (dont celui de la saison 1898-99 où les Rangers remportent tous leurs matches de championnat) ainsi que 5 Coupes. Il joue un total de 185 matches de championnat pour les Rangers pour 2 buts inscrits, pour un total de 413 matches officiels avec 3 buts inscrits. Il forme à cette époque aux Rangers un duo de défenseur très réputé avec Nicol Smith.
Il porte à plusieurs occasions le brassard de capitaine des Rangers avant de repartir en 1904 pour quelques matches dans son premier club, Falkirk et d'entrer par la suite dans l'encadrement du club.
On se souvient de lui pour sa moustache et son style rugueux ainsi que pour avoir été le dernier joueur de terrain en Écosse à porter une casquette pendant qu'il jouait.

### Carrière internationale
Jock Drummond reçoit 14 sélections en faveur de l'équipe d'Écosse. Il joue son premier match le 19 mars 1892, pour une victoire 3-2, au stade de Solitude de Belfast, contre l'Irlande en British Home Championship. Il reçoit sa dernière sélection le 21 mars 1903, pour une défaite 0-2, au Celtic Park de Glasgow, contre l'Irlande lors du British Home Championship. Il n'inscrit aucun but lors de ses 14 sélections. A quatre reprises, il est capitaine de la sélection.
Il participe avec l'Écosse aux British Home Championships de 1892, 1894, 1895, 1896, 1897, 1898, 1900, 1901, 1902 et enfin 1903.

## Palmarès
- Rangers :
  - Champion d'Écosse en 1898-99, 1899-00, 1900-01 et 1901-02
  - Vainqueur de la Coupe d'Écosse en 1894, 1897, 1898 et 1903
  - Vainqueur de la Glasgow Cup en 1893, 1894, 1897, 1898, 1900, 1901 et 1902
  - Vainqueur de la Glasgow Merchants Charity Cup en 1897 et 1900
  - Vainqueur de la Glasgow Football League en 1896 et 1898